# Scream/Childhood
Scream is een nummer van broer en zus Michael en Janet Jackson. Het nummer staat op het album HIStory: Past, Present and Future, Book I, een verzamelalbum van Michael Jacksons grootste hits met daarbij een aantal nieuwe nummers, waarvan Scream/Childhood de eerste single werd.

## Achtergrondinformatie
Het duet tussen de twee Jacksons is geschreven en geproduceerd door de twee, in samenwerking met het productieteam van Jimmy Jam en Terry Lewis. Het nummer gaat over de massale media aandacht die de twee kregen in hun carrières, en hun moeilijke relatie met hun vader. Het duo kreeg een Grammy nominatie voor "beste samenwerking". Ook al was het nummer een grote hit in vele landen, toch verschijnt het nummer niet op het latere verzamelalbum Michael Jackson: The Ultimate Collection.

### Videoclip
De videoclip van Scream werd een van de best ontvangen videoclips voor Michael Jackson. De clip werd geregisseerd door Mark Romanek. De clip heeft een nogal sciencefictionachtig thema, met af en toe een invloed uit de pop cultuur (zoals het zelfportret van Andy Warhol). Met zeven miljoen Amerikaanse dollar is de clip van het nummer de duurste aller tijden. Met de clip werden verschillende MTV Video Music Awards gewonnen, net als een Grammy Award voor beste korte videoclip. Scream was ook de duurste videoclip ooit.

## Tracklist
1. "Scream" (Single edit) – 4:03
2. "Scream" (Radio mix) – 3:20
3. "Scream" (Radio edit met Rap) – 4:30
4. "Scream" (Dave "Jam" Hall's Urban Remix edit) – 4:35
5. "Childhood" – 4:27

## Childhood
Het nummer Childhood was de B-kant van Scream/Childhood, gezongen door Michael Jackson alleen. Het is bekend geworden doordat het de titelsong was voor Free Willy 2. Michael Jackson heeft ooit gezegd dat als iemand hem écht wil leren kennen, hij naar Childhood moet luisteren. In het nummer verwoordt Jackson de pijn die hij voelt aan oude herinneringen.